# Hesycha clavata
Hesycha clavata är en skalbaggsart som beskrevs av Martins och Maria Helena M. Galileo 1990. Hesycha clavata ingår i släktet Hesycha och familjen långhorningar. Inga underarter finns listade i Catalogue of Life.